# Otrog Pokatyj
Otrog Pokatyj (Transliteration von russisch Отрог Покатый Otrog Pokaty, deutsch ‚Abschüssiger Sporn‘) ist ein Gebirgskamm im ostantarktischen Mac-Robertson-Land. Er ragt an der Südwestseite des Mawson Escarpment auf. 
Russische Wissenschaftler benannten ihn.